# Pribina (Kroatien)
Pribina war von etwa 930 bis 969 der erste namentlich bekannte Ban des mittelalterlichen kroatischen Königreichs. Als solcher herrschte er über die Regionen Lika, Krbava und Gacka und war ein einflussreicher Heerführer.
Nach dem Bericht von Konstantin VII. soll Pribina im Jahr 949 den kroatischen König Miroslav gestürzt und getötet haben, um dessen Bruder Mihajlo Krešimir II. zum König zu machen.